# Here I Am (album Dionne Warwick)
Here I Am è il quinto album della cantante statunitense Dionne Warwick, pubblicato dall'etichetta discografica Scepter nel 1965.
L'album è prodotto da Burt Bacharach e Hal David, che compongono interamente 9 dei 12 brani.
Dal disco vengono tratti i singoli Here I Am, Looking with My Eyes e Are You There (With Another Girl).

## Tracce

### Lato A
1. In Between the Heartaches
2. Here I Am
3. If I Ever Make You Cry
4. Looking with My Eyes
5. Once in a Lifetime
6. This Little Light

### Lato B
1. Don't Go Breaking My Heart
2. Window Wishing
3. Long Day, Short Night
4. Are You There (With Another Girl)
5. How Can I Hurt You
6. I Loves You Porgy